# Jogo do Ano
O Jogo do Ano (do inglês, Game of the Year ou GOTY) é um título dado por várias premiações, revistas, websites e organizações especializadas para um jogo eletrônico. Muitas das publicações e associações dão a designação de Jogo do Ano ao título que consideram representar o ápice do desenvolvimento de jogos naquele ano. Essas organizações o nomeam de maneiras distintas; muitas delas indicam o seu Jogo do Ano por meio de uma categoria destinada ao melhor jogo, e outras designam por meio de listas e temas de "Melhores Jogos do Ano", com o jogo do ano sendo identificado como o título que se encontra em primeiro lugar em tais listas.
Várias premiações de jogos eletrônicos entregam este prêmio anualmente, com o mais popularmente reconhecido sendo entregue pelo The Game Awards, no qual já atingiu números de audiência próximos ao Óscar. Outras premiações, como a Golden Joystick Awards, British Academy Games Awards e Game Developers Choice Awards, também entregam este prêmio anualmente. Os vencedores podem variar de acordo com cada premiação.

## Vencedores por premiação

### The Game Awards
Geoff Keighley, produtor e apresentador da Spike Video Game Awards, criou o The Game Awards em 2014. Os vencedores são determinados por uma votação mista entre o júri (90% de impacto nos resultados finais) e a votação do público (10%); o júri é composto por membros de 96 meios de comunicação globais. Atualmente é considerada como uma das premiações mais populares e importantes dos jogos eletrônicos, recebendo o posto de "Óscar dos Videogames".
| Ano  | Jogo                                    | Gênero(s)                  | Desenvolvedora(s)              |
| ---- | --------------------------------------- | -------------------------- | ------------------------------ |
| 2014 | Dragon Age: Inquisition                 | RPG de ação                | BioWare                        |
| 2015 | The Witcher 3: Wild Hunt                | RPG de ação                | CD Projekt Red                 |
| 2016 | Overwatch                               | Tiro em primeira pessoa    | Blizzard Entertainment         |
| 2017 | The Legend of Zelda: Breath of the Wild | Ação-aventura              | Nintendo EPD                   |
| 2018 | God of War                              | Ação-aventura              | Santa Monica Studio            |
| 2019 | Sekiro: Shadows Die Twice               | Ação-aventura              | FromSoftware                   |
| 2020 | The Last of Us Part II                  | Ação-aventura              | Naughty Dog                    |
| 2021 | It Takes Two                            | Ação-aventura, plataforma  | Hazelight Studios              |
| 2022 | Elden Ring                              | RPG de ação                | FromSoftware                   |
| 2023 | Baldur's Gate III                       | RPG eletrônico             | Larian Studios                 |
| 2024 | Astro Bot                               | Ação- aventura, plataforma | Sony Interactive Entertainment |

### Spike Video Game Awards
Os vencedores da Spike Video Game Awards, organizados pela Spike entre 2003 e 2013, era considerado a maior premiação no mundo dos games, premiaram o Jogo do Ano usando um conselho consultivo com mais de 20 jornalistas de meios de comunicação. O título do programa foi alterado para VGX em 2013, antes que a Spike TV abandonasse o programa completamente. É considerado o percursor do premio Jogo do Ano (GOTY), devido ao fato que o apresentador e produtor Geoff Keighley criou o The Game Awards em 2014, após o fim do programa da Spike TV.
| Ano  | Jogo                           | Gênero                  | Desenvolvedora(s)     |
| ---- | ------------------------------ | ----------------------- | --------------------- |
| 2003 | Madden NFL 2004                | Esporte                 | EA Tiburon            |
| 2004 | Grand Theft Auto: San Andreas  | Ação-aventura           | Rockstar North        |
| 2005 | Resident Evil 4                | Survival horror         | Capcom                |
| 2006 | The Elder Scrolls IV: Oblivion | RPG de ação             | Bethesda Game Studios |
| 2007 | BioShock                       | Tiro em primeira pessoa | Irrational Games      |
| 2008 | Grand Theft Auto IV            | Ação-aventura           | Rockstar North        |
| 2009 | Uncharted 2: Among Thieves     | Ação-aventura           | Naughty Dog           |
| 2010 | Red Dead Redemption            | Ação-aventura           | Rockstar San Diego    |
| 2011 | The Elder Scrolls V: Skyrim    | RPG de ação             | Bethesda Game Studios |
| 2012 | The Walking Dead               | Aventura gráfica        | Telltale Games        |
| 2013 | Grand Theft Auto V             | Ação-aventura           | Rockstar North        |

### British Academy Games Awards (anteriormente: BAFTA Interactive Entertainment Awards)
A British Academy Games Awards é uma cerimônia de premiação anual britânica que homenageia "realizações criativas extraordinárias" na indústria de jogos eletrônicos. Apresentada pela primeira vez em 2004, após a reestruturação do BAFTA Interactive Entertainment Awards, os prêmios são apresentados pela Academia Britânica de Artes Cinematográficas e Televisivas (BAFTA) e são, portanto, comumente chamados de BAFTA Games Awards.
| Ano  | Jogo                                         | Gênero                             | Desenvolvedora(s)     |
| ---- | -------------------------------------------- | ---------------------------------- | --------------------- |
| 1998 | GoldenEye 007                                | Tiro em primeira pessoa            | Rare                  |
| 1999 | The Legend of Zelda: Ocarina of Time         | Ação-aventura                      | Nintendo EAD          |
| 2000 | Console: MediEvil 2                          | Ação-aventura                      | SCE Cambridge Studio  |
| 2000 | Portátil: Pokémon Yellow                     | RPG                                | Game Freak            |
| 2000 | PC: Deus Ex                                  | RPG de ação                        | Ion Storm             |
| 2001 | Console: Gran Turismo 3: A-Spec              | Corrida                            | Polyphony Digital     |
| 2001 | Portátil: Tony Hawk's Pro Skater 2           | Esporte                            | Vicarious Visions     |
| 2001 | PC: Max Payne                                | Tiro em terceira pessoa            | Remedy Entertainment  |
| 2002 | Console: Halo: Combat Evolved                | Tiro em primeira pessoa            | Bungie                |
| 2002 | Portátil: SMS Chess                          |                                    | Purple Software       |
| 2002 | PC: Neverwinter Nights                       | RPG                                | BioWare               |
| 2003 | Call of Duty                                 | Tiro em primeira pessoa            | Infinity Ward         |
| 2004 | Half-Life 2                                  | Tiro em primeira pessoa            | Valve Corporation     |
| 2006 | Tom Clancy's Ghost Recon Advanced Warfighter | Tiro tático                        | Ubisoft Paris         |
| 2007 | BioShock                                     | Tiro em primeira pessoa            | Irrational Games      |
| 2008 | Super Mario Galaxy                           | Plataforma                         | Nintendo EAD Tokyo    |
| 2009 | Batman: Arkham Asylum                        | Ação-aventura                      | Rocksteady Studios    |
| 2010 | Mass Effect 2                                | RPG de ação                        | BioWare               |
| 2011 | Portal 2                                     | Quebra-cabeça e plataforma         | Valve Corporation     |
| 2012 | Dishonored                                   | Ação-aventura                      | Arkane Studios        |
| 2013 | The Last of Us                               | Ação-aventura                      | Naughty Dog           |
| 2014 | Destiny                                      | RPG de ação                        | Bungie                |
| 2015 | Fallout 4                                    | RPG de ação                        | Bethesda Game Studios |
| 2016 | Uncharted 4: A Thief's End                   | Ação-aventura                      | Naughty Dog           |
| 2017 | What Remains of Edith Finch                  | Aventura                           | Giant Sparrow         |
| 2018 | God of War                                   | Ação-aventura                      | Santa Monica Studio   |
| 2019 | Outer Wilds                                  | Ação-aventura                      | Mobius Digital        |
| 2020 | Hades                                        | RPG de ação                        | Supergiant Games      |
| 2021 | Returnal                                     | Tiro em terceira pessoa, roguelike | Housemarque           |

### D.I.C.E. Awards (anteriormente: Interactive Achievement Awards)
A Academia de Artes & Ciências Interativas (AIAS) é uma organização sem fins lucrativos de profissionais da indústria e apresenta uma série anual de prêmios desde 1998. A cerimônia, inicialmente chamada de Interactive Achievement Awards, foi renomeada para D.I.C.E. Awards em 2013, que significa "Design, Inovação, Comunicação, Entretenimento".
| Ano  | Jogo                                    | Gênero                     | Desenvolvedora(s)      |
| ---- | --------------------------------------- | -------------------------- | ---------------------- |
| 1997 | GoldenEye 007                           | Tiro em primeira pessoa    | Rare                   |
| 1998 | The Legend of Zelda: Ocarina of Time    | Ação-aventura              | Nintendo EAD           |
| 1999 | The Sims                                | Simulador de vida          | Maxis                  |
| 2000 | Diablo II                               | RPG de ação                | Blizzard North         |
| 2001 | Halo: Combat Evolved                    | Tiro em primeira pessoa    | Bungie                 |
| 2002 | Battlefield 1942                        | Tiro em primeira pessoa    | Digital Illusions CE   |
| 2003 | Call of Duty                            | Tiro em primeira pessoa    | Infinity Ward          |
| 2004 | Half-Life 2                             | Tiro em primeira pessoa    | Valve Corporation      |
| 2005 | God of War                              | Ação-aventura              | Santa Monica Studio    |
| 2006 | Gears of War                            | Tiro em terceira pessoa    | Epic Games             |
| 2007 | Call of Duty 4: Modern Warfare          | Tiro em primeira pessoa    | Infinity Ward          |
| 2008 | LittleBigPlanet                         | Quebra-cabeça e plataforma | Media Molecule         |
| 2009 | Uncharted 2: Among Thieves              | Ação-aventura              | Naughty Dog            |
| 2010 | Mass Effect 2                           | RPG de ação                | BioWare                |
| 2011 | The Elder Scrolls V: Skyrim             | RPG de ação                | Bethesda Game Studios  |
| 2012 | Journey                                 | Aventura                   | Thatgamecompany        |
| 2013 | The Last of Us                          | Ação-aventura              | Naughty Dog            |
| 2014 | Dragon Age: Inquisition                 | RPG de ação                | BioWare                |
| 2015 | Fallout 4                               | RPG de ação                | Bethesda Game Studios  |
| 2016 | Overwatch                               | Tiro em primeira pessoa    | Blizzard Entertainment |
| 2017 | The Legend of Zelda: Breath of the Wild | Ação-aventura              | Nintendo EPD           |
| 2018 | God of War                              | Ação-aventura              | Santa Monica Studio    |
| 2019 | Untitled Goose Game                     | Quebra-cabeça, stealth     | House House            |
| 2020 | Hades                                   | RPG de ação                | Supergiant Games       |
| 2021 | It Takes Two                            | Ação-aventura, plataforma  | Hazelight Studios      |
| 2022 | Elden Ring                              | RPG de ação                | FromSoftware           |

### Game Developers Choice Awards
O vencedor do prêmio de Jogo do Ano na Game Developers Choice Awards é escolhido por desenvolvedores de jogos registrados na Game Developers Conference (GDC), em São Francisco.
| Ano  | Jogo                                    | Gênero                     | Desenvolvedora(s)      |
| ---- | --------------------------------------- | -------------------------- | ---------------------- |
| 2000 | The Sims                                | Simulador de vida          | Maxis                  |
| 2001 | Grand Theft Auto III                    | Ação-aventura              | DMA Design             |
| 2002 | Metroid Prime                           | Ação-aventura              | Retro Studios          |
| 2003 | Star Wars: Knights of the Old Republic  | RPG                        | BioWare                |
| 2004 | Half-Life 2                             | Tiro em primeira pessoa    | Valve Corporation      |
| 2005 | Shadow of the Colossus                  | Ação-aventura              | Team Ico               |
| 2006 | Gears of War                            | Tiro em terceira pessoa    | Epic Games             |
| 2007 | Portal                                  | Quebra-cabeça e plataforma | Valve Corporation      |
| 2008 | Fallout 3                               | RPG de ação                | Bethesda Game Studios  |
| 2009 | Uncharted 2: Among Thieves              | Ação-aventura              | Naughty Dog            |
| 2010 | Red Dead Redemption                     | Ação-aventura              | Rockstar San Diego     |
| 2011 | The Elder Scrolls V: Skyrim             | RPG de ação                | Bethesda Game Studios  |
| 2012 | Journey                                 | Aventura                   | Thatgamecompany        |
| 2013 | The Last of Us                          | Ação-aventura              | Naughty Dog            |
| 2014 | Middle-earth: Shadow of Mordor          | Ação-aventura              | Monolith Productions   |
| 2015 | The Witcher 3: Wild Hunt                | RPG de ação                | CD Projekt Red         |
| 2016 | Overwatch                               | Tiro em primeira pessoa    | Blizzard Entertainment |
| 2017 | The Legend of Zelda: Breath of the Wild | Ação-aventura              | Nintendo EPD           |
| 2018 | God of War                              | Ação-aventura              | Santa Monica Studio    |
| 2019 | Untitled Goose Game                     | Quebra-cabeça, stealth     | House House            |
| 2020 | Hades                                   | RPG de ação                | Supergiant Games       |
| 2021 | Inscryption                             | Roguelike                  | Daniel Mullins Games   |

### Golden Joystick Awards
A Golden Joystick Awards é a segunda cerimônia de premiação de jogos eletrônicos mais antiga do mundo, na qual premia os melhores jogos do ano, de acordo com os votos do público geral. A cerimônia inaugural aconteceu em 1984, na Berkeley Square, em Londres. A partir de 2014, foi o maior prêmio de videogame em termos de número de votos expressos até então; Mais de nove milhões de votos foram dados para a cerimônia de 2014.
| Ano     | Jogo                                    | Gênero                     | Desenvolvedora(s)     |
| ------- | --------------------------------------- | -------------------------- | --------------------- |
| 1983    | Jetpac                                  | Tiro                       | Ultimate              |
| 1984    | Knight Lore                             | Ação-aventura              | Ultimate              |
| 1985    | Way of the Exploding Fist               | Luta                       | Beam Software         |
| 1986    | Gauntlet                                | Hack and slash             | Atari Games           |
| 1987/88 | Out Run                                 | Corrida                    | Sega AM2              |
| 1988/89 | 8-Bit: Operation Wolf                   | Tiro                       | Taito                 |
| 1988/89 | 16-Bit: Speedball                       | Esporte                    | Bitmap Brothers       |
| 1989/90 | 8-Bit: The Untouchables                 | Tiro                       | Ocean Software        |
| 1989/90 | 16-Bit: Kick Off                        | Esporte                    | Dino Dini             |
| 1990/91 | 8-Bit: Rick Dangerous 2                 | Plataforma                 | Core Design           |
| 1990/91 | 16-Bit: Kick Off 2                      | Esporte                    | Dino Dini             |
| 1991/92 | Sonic the Hedgehog                      | Plataforma                 | Ancient               |
| 1992/93 | Street Fighter II                       | Luta                       | Capcom                |
| 1996/97 | Super Mario 64                          | Plataforma                 | Nintendo EAD          |
| 2002    | Grand Theft Auto III                    | Ação-aventura              | DMA Design            |
| 2003    | Grand Theft Auto: Vice City             | Ação-aventura              | Rockstar North        |
| 2004    | Doom 3                                  | Tiro em primeira pessoa    | id Software           |
| 2005    | Grand Theft Auto: San Andreas           | Ação-aventura              | Rockstar North        |
| 2006    | The Elder Scrolls IV: Oblivion          | RPG de ação                | Bethesda Game Studios |
| 2007    | Gears of War                            | Tiro em terceira pessoa    | Epic Games            |
| 2008    | Call of Duty 4: Modern Warfare          | Tiro em primeira pessoa    | Infinity Ward         |
| 2009    | Fallout 3                               | RPG de ação                | Bethesda Game Studios |
| 2010    | Mass Effect 2                           | RPG de ação                | BioWare               |
| 2011    | Portal 2                                | Quebra-cabeça e plataforma | Valve Corporation     |
| 2012    | The Elder Scrolls V: Skyrim             | RPG de ação                | Bethesda Game Studios |
| 2013    | Grand Theft Auto V                      | Ação-aventura              | Rockstar North        |
| 2014    | Dark Souls II                           | RPG de ação                | FromSoftware          |
| 2015    | The Witcher 3: Wild Hunt                | RPG de ação                | CD Projekt Red        |
| 2016    | Dark Souls III                          | RPG de ação                | FromSoftware          |
| 2017    | The Legend of Zelda: Breath of the Wild | Ação-aventura              | Nintendo EPD          |
| 2018    | Fortnite Battle Royale                  | Battle royale              | Epic Games            |
| 2019    | Resident Evil 2                         | Survival horror            | Capcom                |
| 2020    | The Last of Us Part II                  | Ação-aventura              | Naughty Dog           |
| 2021    | Resident Evil Village                   | Survival horror            | Capcom                |
| 2022    | Elden Ring                              | RPG de ação                | FromSoftware          |

### Japan Game Awards (anteriormente: CESA Awards)
Os vencedores do Grande Prêmio são concedidos anualmente pelo Japan Game Awards, anteriormente conhecido como CESA Awards, desde 1996. Há alguns anos, dois jogos dividiram o Grande Prêmio.
| Ano    | Jogo                                      | Gênero               | Desenvolvedora(s)               |
| ------ | ----------------------------------------- | -------------------- | ------------------------------- |
| 1996   | Sakura Wars                               | RPG tático           | Overworks                       |
| 1997   | Final Fantasy VII                         | RPG                  | Square                          |
| 1998   | The Legend of Zelda: Ocarina of Time      | Ação-aventura        | Nintendo EAD                    |
| 1999   | Doko Demo Issyo                           | Estratégia           | Sony Computer Entertainment     |
| 1999   | Final Fantasy VIII                        | RPG                  | Square                          |
| 2000   | Phantasy Star Online                      | RPG de ação          | Sonic Team                      |
| 2001/2 | Final Fantasy X                           | RPG                  | Square                          |
| 2003   | Final Fantasy XI                          | MMORPG               | Square                          |
| 2003   | Taiko no Tatsujin                         | Ritmo                | Namco                           |
| 2004   | Monster Hunter                            | RPG de ação          | Capcom                          |
| 2005   | Dragon Quest VIII                         | RPG                  | Level-5                         |
| 2006   | Final Fantasy XII                         | RPG                  | Square Enix                     |
| 2006   | Dr. Kawashima's Brain Training            | Quebra-cabeça        | Nintendo SDD                    |
| 2007   | Wii Sports                                | Esporte              | Nintendo EAD                    |
| 2007   | Monster Hunter Portable 2nd               | RPG de ação          | Capcom                          |
| 2008   | Wii Fit                                   | Esporte              | Nintendo EAD                    |
| 2008   | Monster Hunter Portable 2nd G             | RPG de ação          | Capcom                          |
| 2009   | Metal Gear Solid 4: Guns of the Patriots  | Ação-aventura        | Kojima Productions              |
| 2009   | Mario Kart Wii                            | Corrida              | Nintendo EAD                    |
| 2010   | New Super Mario Bros. Wii                 | Plataforma           | Nintendo EAD                    |
| 2011   | Monster Hunter Portable 3rd               | RPG de ação          | Capcom                          |
| 2012   | Gravity Rush                              | Ação-aventura        | Project Siren                   |
| 2012   | JoJo's Bizarre Adventure: All Star Battle | Luta                 | CyberConnect2                   |
| 2013   | Animal Crossing: New Leaf                 | Simulação social     | Nintendo EAD                    |
| 2014   | Monster Hunter 4                          | RPG de ação          | Capcom                          |
| 2014   | Yo-kai Watch                              | RPG                  | Level-5                         |
| 2015   | Yo-kai Watch 2                            | RPG                  | Level-5                         |
| 2016   | Splatoon                                  | Third-person shooter | Nintendo EAD                    |
| 2017   | The Legend of Zelda: Breath of the Wild   | Ação-aventura        | Nintendo EAD                    |
| 2018   | Monster Hunter: World                     | RPG de ação          | Capcom                          |
| 2019   | Super Smash Bros. Ultimate                | Luta                 | Bandai Namco Studios, Sora Ltd. |
| 2020   | Animal Crossing: New Horizons             | Simulação social     | Nintendo EPD                    |
| 2021   | Ghost of Tsushima                         | Ação-aventura        | Sucker Punch Productions        |
| 2021   | Monster Hunter Rise                       | RPG de ação          | Capcom                          |
| 2022   | Elden Ring                                | RPG de ação          | FromSoftware                    |

### NAVGTR Awards
Os prêmios da NAVGTR Awards são entregues pela National Academy of Video Game Trade Reviewers.
| Ano  | Jogo                                | Gênero                     | Desenvolvedora(s)        |
| ---- | ----------------------------------- | -------------------------- | ------------------------ |
| 2001 | Grand Theft Auto III                | Ação-aventura              | DMA Design               |
| 2002 | Grand Theft Auto: Vice City         | Ação-aventura              | Rockstar North           |
| 2003 | Prince of Persia: The Sands of Time | Ação-aventura              | Ubisoft Montreal         |
| 2004 | Half-Life 2                         | Tiro em primeira pessoa    | Valve Corporation        |
| 2005 | Shadow of the Colossus              | Ação-aventura              | Team Ico                 |
| 2006 | Ōkami                               | Ação-aventura              | Clover Studio            |
| 2007 | BioShock                            | Tiro em primeira pessoa    | Irrational Games         |
| 2008 | LittleBigPlanet                     | Quebra-cabeça e Plataforma | Media Molecule           |
| 2009 | Batman: Arkham Asylum               | Ação-aventura              | Rocksteady Studios       |
| 2010 | Red Dead Redemption                 | Ação-aventura              | Rockstar San Diego       |
| 2011 | Minecraft                           | Sandbox                    | Mojang                   |
| 2012 | Journey                             | Aventura                   | Thatgamecompany          |
| 2013 | The Last of Us                      | Ação-aventura              | Naughty Dog              |
| 2014 | Dragon Age: Inquisition             | RPG de ação                | BioWare                  |
| 2015 | The Witcher 3: Wild Hunt            | RPG de ação                | CD Projekt Red           |
| 2016 | Overwatch                           | Tiro em primeira pessoa    | Blizzard Entertainment   |
| 2017 | Super Mario Odyssey                 | Plataforma                 | Nintendo EAD             |
| 2018 | God of War                          | Ação-aventura              | Santa Monica Studio      |
| 2019 | Sekiro: Shadows Die Twice           | Ação-aventura              | FromSoftware             |
| 2020 | Ghost of Tsushima                   | Ação-aventura              | Sucker Punch Productions |
| 2021 | Deathloop                           | Tiro em primeira pessoa    | Arkane Studios           |

### SXSW Gaming Awards
Os vencedores da SXSW Gaming Awards, iniciada em 2013, são escolhidos pela SXSW Gaming Advisory Board, composto por mais de 40 especialistas bem versados no setor.
| Ano  | Jogo                                    | Gênero        | Desenvolvedora(s)   |
| ---- | --------------------------------------- | ------------- | ------------------- |
| 2013 | The Last of Us                          | Ação-aventura | Naughty Dog         |
| 2014 | Dragon Age: Inquisition                 | RPG de ação   | BioWare             |
| 2015 | The Witcher 3: Wild Hunt                | RPG de ação   | CD Projekt Red      |
| 2016 | Uncharted 4: A Thief's End              | Ação-aventura | Naughty Dog         |
| 2017 | The Legend of Zelda: Breath of the Wild | Ação-aventura | Nintendo EPD        |
| 2018 | God of War                              | Ação-aventura | Santa Monica Studio |
| 2019 | Sekiro: Shadows Die Twice               | Ação-aventura | FromSoftware        |
| 2020 | Hades                                   | RPG de ação   | Supergiant Games    |
| 2021 | Final Fantasy XIV: Endwalker            | MMORPG        | Square Enix         |

## Vencedores por publicação ousite

### Ars Technica
Desde 2012, os editores de jogos da Ars Technica publicam os seus 20 melhores jogos de cada ano.
| Ano  | Jogo                    | Gênero                  | Desenvolvedora(s)      |
| ---- | ----------------------- | ----------------------- | ---------------------- |
| 2012 | Dishonored              | Ação-aventura           | Arkane Studios         |
| 2013 | Papers, Please          | Quebra-cabeça           | 3909 LLC               |
| 2014 | Dragon Age: Inquisition | RPG de ação             | BioWare                |
| 2015 | Rocket League           | Esporte                 | Psyonix                |
| 2016 | Overwatch               | Tiro em primeira pessoa | Blizzard Entertainment |
| 2017 | Super Mario Odyssey     | Plataforma              | Nintendo EAD Tokyo     |
| 2018 | Celeste                 | Plataforma              | Matt Makes Games       |
| 2019 | Control                 | Ação-aventura           | Remedy Entertainment   |
| 2020 | Hades                   | Roguelike, RPG de ação  | Supergiant Games       |
| 2021 | Psychonauts 2           | Plataforma              | Double Fine            |

### Destructoid
Os vencedores do prêmio de Jogo do Ano da Destructoid são escolhidos pelos editores do site.
| Ano  | Jogo                                    | Gênero                     | Desenvolvedora(s)      |
| ---- | --------------------------------------- | -------------------------- | ---------------------- |
| 2007 | BioShock                                | Tiro em primeira pessoa    | Irrational Games       |
| 2008 | Left 4 Dead                             | Tiro em primeira pessoa    | Valve Corporation      |
| 2009 | Uncharted 2: Among Thieves              | Ação-aventura              | Naughty Dog            |
| 2010 | Super Mario Galaxy 2                    | Plataforma                 | Nintendo EAD           |
| 2011 | Portal 2                                | Quebra cabeça e plataforma | Valve Corporation      |
| 2012 | The Walking Dead                        | Aventura gráfica           | Telltale Games         |
| 2013 | The Last of Us                          | Ação-aventura              | Naughty Dog            |
| 2014 | Bayonetta 2                             | Hack and slash             | PlatinumGames          |
| 2015 | Bloodborne                              | RPG de ação                | FromSoftware           |
| 2016 | Overwatch                               | Tiro em primeira pessoa    | Blizzard Entertainment |
| 2017 | The Legend of Zelda: Breath of the Wild | Ação-aventura              | Nintendo EPD           |
| 2018 | God of War                              | Ação-aventura              | Santa Monica Studio    |
| 2019 | The Outer Worlds                        | RPG de ação                | Obsidian Entertainment |
| 2020 | Hades                                   | Roguelike, RPG de ação     | Supergiant Games       |
| 2021 | Chicory: A Colorful Tale                | Aventura                   | Greg Lobanov           |

### Easy Allies
Os vencedores do prêmio de Jogo do Ano da Easy Allies são escolhidos pelos editores do site (ex-editores da GameTrailers).
| Ano  | Jogo                                    | Gênero                             | Desenvolvedora(s)      |
| ---- | --------------------------------------- | ---------------------------------- | ---------------------- |
| 2005 | Resident Evil 4                         | Survival horror                    | Capcom                 |
| 2006 | The Legend of Zelda: Twilight Princess  | Ação-aventura                      | Nintendo EAD           |
| 2007 | Super Mario Galaxy                      | Plataforma                         | Nintendo EAD Tokyo     |
| 2008 | Grand Theft Auto IV                     | Ação-aventura                      | Rockstar North         |
| 2009 | Call of Duty: Modern Warfare 2          | Tiro em primeira pessoa            | Infinity Ward          |
| 2010 | Mass Effect 2                           | RPG de ação                        | BioWare                |
| 2011 | Uncharted 3: Drake's Deception          | Ação-aventura                      | Naughty Dog            |
| 2012 | XCOM: Enemy Unknown                     | Estratégia por turnos              | Firaxis Games          |
| 2013 | The Last of Us                          | Ação-aventura                      | Naughty Dog            |
| 2014 | Hearthstone: Heroes of Warcraft         | Cartas colecionáveis               | Blizzard Entertainment |
| 2015 | Bloodborne                              | RPG de ação                        | FromSoftware           |
| 2016 | The Last Guardian                       | Ação-aventura                      | Japan Studio           |
| 2017 | The Legend of Zelda: Breath of the Wild | Ação-aventura                      | Nintendo EPD           |
| 2018 | God of War                              | Ação-aventura                      | Santa Monica Studio    |
| 2019 | Sekiro: Shadows Die Twice               | Ação-aventura                      | FromSoftware           |
| 2020 | Half-Life: Alyx                         | Tiro em primeira pessoa            | Valve                  |
| 2021 | Returnal                                | Tiro em terceira pessoa, roguelike | Housemarque            |

### Edge
Os vencedores do prêmio de Jogo do Ano da revista Edge são escolhidos pelos seus próprios editores.
| Ano  | Jogo                                       | Gênero                                     | Desenvolvedora(s)                          |
| ---- | ------------------------------------------ | ------------------------------------------ | ------------------------------------------ |
| 1998 | The Legend of Zelda: Ocarina of Time       | Ação-aventura                              | Nintendo EAD                               |
| 2002 | Metroid Prime                              | Ação-aventura                              | Retro Studios                              |
| 2004 | Half-Life 2                                | Tiro em primeira pessoa                    | Valve Corporation                          |
| 2005 | Resident Evil 4                            | Survival horror                            | Capcom                                     |
| 2006 | Final Fantasy XII                          | RPG                                        | Square Enix                                |
| 2007 | Super Mario Galaxy                         | Plataforma                                 | Nintendo EAD Tokyo                         |
| 2008 | Grand Theft Auto IV                        | Ação-aventura                              | Rockstar North                             |
| 2009 | Borderlands                                | RPG de ação                                | Gearbox Software                           |
| 2010 | Super Mario Galaxy 2                       | Plataforma                                 | Nintendo EAD Tokyo                         |
| 2011 | The Legend of Zelda: Skyward Sword         | Ação-aventura                              | Nintendo EAD                               |
| 2012 | Dishonored                                 | Ação-aventura                              | Arkane Studios                             |
| 2013 | Grand Theft Auto V                         | Ação-aventura                              | Rockstar North                             |
| 2014 | Bayonetta 2                                | Ação                                       | PlatinumGames                              |
| 2015 | Bloodborne                                 | RPG de ação                                | FromSoftware                               |
| 2016 | The Last Guardian                          | Ação-aventura                              | Japan Studio                               |
| 2017 | The Legend of Zelda: Breath of the Wild    | Ação-aventura                              | Nintendo EPD                               |
| 2018 | Red Dead Redemption 2                      | Ação-aventura                              | Rockstar Studios                           |
| 2019 | Outer Wilds                                | Ação-aventura                              | Mobius Digital                             |
| 2020 | Nenhum prêmio de Jogo do Ano foi concedido | Nenhum prêmio de Jogo do Ano foi concedido | Nenhum prêmio de Jogo do Ano foi concedido |
| 2021 | Deathloop                                  | Tiro em primeira pessoa                    | Arkane Studios                             |

### Electronic Gaming Monthly
Os vencedores do prêmio de Jogo do Ano da Electronic Gaming Monthly (EGM) são escolhidos pelos seus próprios editores.
| Ano  | Jogo                                    | Gênero                  | Desenvolvedora(s)      |
| ---- | --------------------------------------- | ----------------------- | ---------------------- |
| 1988 | Double Dragon                           | Beat 'em up             | Technōs Japan          |
| 1989 | Ghouls 'n Ghosts                        | Plataforma              | Capcom                 |
| 1990 | Strider                                 | Plataforma              | Capcom                 |
| 1991 | Sonic the Hedgehog                      | Plataforma              | Sonic Team             |
| 1992 | Street Fighter II: The World Warrior    | Luta                    | Capcom                 |
| 1993 | Samurai Shodown                         | Luta                    | SNK                    |
| 1994 | Donkey Kong Country                     | Plataforma              | Rare                   |
| 1995 | Twisted Metal                           | Combate de veículos     | SingleTrac             |
| 1996 | Super Mario 64                          | Plataforma              | Nintendo EAD           |
| 1997 | GoldenEye 007                           | Tiro em primeira pessoa | Rare                   |
| 1998 | The Legend of Zelda: Ocarina of Time    | Ação-aventura           | Nintendo EAD           |
| 1999 | Soul Calibur                            | Luta                    | Namco                  |
| 2000 | Tony Hawk's Pro Skater 2                | Esporte                 | Neversoft              |
| 2001 | Halo: Combat Evolved                    | Tiro em primeira pessoa | Bungie                 |
| 2002 | Metroid Prime                           | Ação-aventura           | Retro Studios          |
| 2003 | Prince of Persia: The Sands of Time     | Ação-aventura           | Ubisoft Montreal       |
| 2004 | Halo 2                                  | Tiro em primeira pessoa | Bungie                 |
| 2005 | Resident Evil 4                         | Survival horror         | Capcom                 |
| 2006 | The Legend of Zelda: Twilight Princess  | Ação-aventura           | Nintendo EAD           |
| 2007 | BioShock                                | Tiro em primeira pessoa | Irrational Games       |
| 2008 | Grand Theft Auto IV                     | Ação-aventura           | Rockstar North         |
| 2009 | Uncharted 2: Among Thieves              | Ação-aventura           | Naughty Dog            |
| 2010 | Red Dead Redemption                     | Ação-aventura           | Rockstar San Diego     |
| 2011 | The Elder Scrolls V: Skyrim             | RPG de ação             | Bethesda Game Studios  |
| 2012 | Far Cry 3                               | Tiro em primeira pessoa | Ubisoft Montreal       |
| 2013 | BioShock Infinite                       | Tiro em primeira pessoa | Irrational Games       |
| 2014 | Dragon Age: Inquisition                 | RPG de ação             | BioWare                |
| 2015 | The Witcher 3: Wild Hunt                | RPG de ação             | CD Projekt Red         |
| 2016 | Overwatch                               | Tiro em primeira pessoa | Blizzard Entertainment |
| 2017 | The Legend of Zelda: Breath of the Wild | Ação-aventura           | Nintendo EPD           |
| 2018 | Red Dead Redemption 2                   | Ação-aventura           | Rockstar Studios       |
| 2019 | Control                                 | Ação-aventura           | Remedy Entertainment   |
| 2020 | The Last of Us Part II                  | Ação-aventura           | Naughty Dog            |
| 2021 | Psychonauts 2                           | Plataforma              | Double Fine            |

### Empire
Os vencedores do prêmio de Jogo do Ano da revista Empire são escolhidos pelos seus próprios editores.
| Ano  | Jogo                       | Gênero                  | Desenvolvedora(s)   |
| ---- | -------------------------- | ----------------------- | ------------------- |
| 2014 | Dark Souls II              | RPG de ação             | FromSoftware        |
| 2015 | Bloodborne                 | RPG de ação             | FromSoftware        |
| 2016 | Uncharted 4: A Thief's End | Ação-aventura           | Naughty Dog         |
| 2017 | Super Mario Odyssey        | Plataforma              | Nintendo EAD        |
| 2018 | God of War                 | Ação-aventura           | Santa Monica Studio |
| 2019 | Resident Evil 2            | Ação-aventura           | Capcom              |
| 2020 | The Last of Us Part II     | Ação-aventura           | Naughty Dog         |
| 2021 | Deathloop                  | Tiro em primeira pessoa | Arkane Studios      |

### Entertainment Weekly
Os vencedores do prêmio de Jogo do Ano da Entertainment Weekly são escolhidos pelos seus próprios editores.
| Ano  | Jogo                                    | Gênero                     | Desenvolvedora(s)   |
| ---- | --------------------------------------- | -------------------------- | ------------------- |
| 2007 | BioShock                                | Tiro em primeira pessoa    | Irrational Games    |
| 2008 | Wii Fit                                 | Exercício físico           | Nintendo EAD        |
| 2009 | Uncharted 2: Among Thieves              | Ação-aventura              | Naughty Dog         |
| 2010 | Red Dead Redemption                     | Ação-aventura              | Rockstar San Diego  |
| 2012 | Journey                                 | Aventura                   | Thatgamecompany     |
| 2013 | BioShock Infinite                       | Tiro em primeira pessoa    | Irrational Games    |
| 2015 | Metal Gear Solid V: The Phantom Pain    | Ação-aventura              | Kojima Productions  |
| 2016 | Inside                                  | Quebra-cabeça e plataforma | Playdead            |
| 2017 | The Legend of Zelda: Breath of the Wild | Ação-aventura              | Nintendo EPD        |
| 2018 | God of War                              | Ação-aventura              | Santa Monica Studio |
| 2019 | Resident Evil 2                         | Survival horror            | Capcom              |
| 2020 | The Last of Us Part II                  | Ação-aventura              | Naughty Dog         |
| 2021 | Resident Evil Village                   | Survival horror            | Capcom              |

### Eurogamer
Os vencedores do prêmio de Jogo do Ano da Eurogamer são escolhidos pelos seus próprios editores.
| Ano  | Jogo                                    | Gênero                     | Desenvolvedora(s)          |
| ---- | --------------------------------------- | -------------------------- | -------------------------- |
| 1999 | Unreal Tournament                       | Tiro em primeira pessoa    | Epic Games                 |
| 2000 | Deus Ex                                 | RPG de ação                | Ion Storm                  |
| 2001 | Grand Theft Auto III                    | Ação-aventura              | DMA Design                 |
| 2002 | Ico                                     | Ação-aventura              | Team Ico                   |
| 2003 | Grand Theft Auto: Vice City             | Ação-aventura              | Rockstar North             |
| 2004 | Half-Life 2                             | Tiro em primeira pessoa    | Valve Corporation          |
| 2005 | Psychonauts                             | Plataforma                 | Double Fine Productions    |
| 2006 | Guitar Hero                             | Ritmo                      | Harmonix                   |
| 2007 | Portal                                  | Quebra-cabeça e plataforma | Valve Corporation          |
| 2008 | LittleBigPlanet                         | Quebra-cabeça e plataforma | Media Molecule             |
| 2009 | Uncharted 2: Among Thieves              | Ação-aventura              | Naughty Dog                |
| 2010 | Mass Effect 2                           | RPG de ação                | BioWare                    |
| 2011 | Portal 2                                | Quebra-cabeça e plataforma | Valve Corporation          |
| 2012 | Fez                                     | Quebra-cabeça e plataforma | Polytron Corporation       |
| 2013 | Super Mario 3D World                    | Plataforma                 | Nintendo EAD               |
| 2014 | Mario Kart 8                            | Corrida                    | Nintendo EAD               |
| 2015 | Bloodborne                              | RPG de ação                | FromSoftware               |
| 2016 | Overwatch                               | Tiro em primeira pessoa    | Blizzard Entertainment     |
| 2017 | The Legend of Zelda: Breath of the Wild | Ação-aventura              | Nintendo EPD               |
| 2018 | Tetris Effect                           | Quebra-cabeça              | Monstars Inc. and Resonair |
| 2019 | Outer Wilds                             | Ação-aventura              | Mobius Digital             |
| 2020 | Hades                                   | RPG de ação                | Supergiant Games           |
| 2021 | Unpacking                               | Quebra-cabeça              | Witch Beam                 |

### Famitsu
Os vencedores do Grande Prêmio da Famitsu Awards é anualmente votado pelos leitores da revista. Uma cerimônia de premiação anual é realizada todos os anos. A premiação de 2019–20 foi feita em parceria com a revista Dengeki.
| Ano  | Jogo                                                        | Gênero                  | Desenvolvedora(s)               |
| ---- | ----------------------------------------------------------- | ----------------------- | ------------------------------- |
| 1990 | Dragon Quest IV: Chapters of the Chosen                     | RPG                     | Chunsoft                        |
| 2004 | Monster Hunter                                              | RPG de ação             | Capcom                          |
| 2005 | Resident Evil 4                                             | Survival horror         | Capcom                          |
| 2005 | Kingdom Hearts II                                           | RPG de ação             | Square Enix                     |
| 2006 | Final Fantasy XII                                           | RPG                     | Square Enix                     |
| 2006 | Pokémon Diamond e Pearl                                     | RPG                     | Game Freak                      |
| 2007 | Super Mario Galaxy                                          | Plataforma              | Nintendo EAD Tokyo              |
| 2007 | Monster Hunter Portable 2nd                                 | RPG de ação             | Capcom                          |
| 2008 | Monster Hunter Portable 2nd G                               | RPG de ação             | Capcom                          |
| 2009 | Dragon Quest IX: Sentinels of the Starry Skies              | RPG                     | Level-5                         |
| 2010 | Monster Hunter Portable 3rd                                 | RPG de ação             | Capcom                          |
| 2011 | Monster Hunter Tri G                                        | RPG de ação             | Capcom Production Studio 1      |
| 2012 | Animal Crossing: New Leaf                                   | Simulador de vida       | Nintendo EAD                    |
| 2013 | Monster Hunter 4                                            | RPG de ação             | Capcom                          |
| 2014 | Yo-kai Watch 2: "Pioneer & Originator" and "Star Performer" | RPG                     | Level-5                         |
| 2015 | Splatoon                                                    | Tiro em terceira pessoa | Nintendo EAD                    |
| 2016 | Pokémon Sun e Moon                                          | RPG                     | Game Freak                      |
| 2017 | The Legend of Zelda: Breath of the Wild                     | Ação-aventura           | Nintendo EPD                    |
| 2017 | Dragon Quest XI: Echoes of an Elusive Age                   | RPG                     | Square Enix                     |
| 2018 | Monster Hunter: World                                       | RPG de ação             | Capcom                          |
| 2018 | Super Smash Bros. Ultimate                                  | Luta                    | Bandai Namco Studios, Sora Ltd. |
| 2019 | Pokémon Sword e Shield                                      | RPG                     | Game Freak                      |
| 2020 | Animal Crossing: New Horizons                               | Simulação social        | Nintendo EPD                    |
| 2020 | Ghost of Tsushima                                           | Ação-aventura           | Sucker Punch Productions        |
| 2021 | Resident Evil Village                                       | Survival horror         | Capcom                          |

### Game Informer
Os vencedores do prêmio de Jogo do Ano da Game Informer são escolhidos pelos seus próprios editores. Durante seus primeiros anos de publicação, eles davam prêmios para o melhor jogo em cada console disponível na época, ocasionalmente dando um prêmio ao melhor jogo do ano. Em 2017, eles concederam retroativamente um prêmio GOTY para cada ano que não teve um melhor jogo no geral.
| Ano  | Jogo                                      | Gênero                  | Desenvolvedora(s)                   |
| ---- | ----------------------------------------- | ----------------------- | ----------------------------------- |
| 1992 | Street Fighter II                         | Luta                    | Capcom                              |
| 1993 | Mortal Kombat                             | Luta                    | Midway Games                        |
| 1994 | Donkey Kong Country                       | Plataforma              | Rare                                |
| 1995 | Donkey Kong Country 2: Diddy's Kong Quest | Plataforma              | Rare                                |
| 1996 | Super Mario 64                            | Plataforma              | Nintendo EAD                        |
| 1997 | Final Fantasy VII                         | RPG                     | Square                              |
| 1998 | The Legend of Zelda: Ocarina of Time      | Ação-aventura           | Nintendo EAD                        |
| 1999 | Tony Hawk's Pro Skater                    | Esporte                 | Neversoft                           |
| 2000 | Tony Hawk's Pro Skater 2                  | Esporte                 | Neversoft                           |
| 2001 | Metal Gear Solid 2: Sons of Liberty       | Ação-aventura           | Konami Computer Entertainment Japan |
| 2002 | Grand Theft Auto: Vice City               | Ação-aventura           | Rockstar North                      |
| 2003 | The Legend of Zelda: The Wind Waker       | Ação-aventura           | Nintendo EAD                        |
| 2004 | Halo 2                                    | Tiro em primeira pessoa | Bungie                              |
| 2005 | Resident Evil 4                           | Survival horror         | Capcom                              |
| 2006 | The Legend of Zelda: Twilight Princess    | Ação-aventura           | Nintendo EAD                        |
| 2007 | BioShock                                  | Tiro em primeira pessoa | Irrational Games                    |
| 2008 | Grand Theft Auto IV                       | Ação-aventura           | Rockstar North                      |
| 2009 | Uncharted 2: Among Thieves                | Ação-aventura           | Naughty Dog                         |
| 2010 | Red Dead Redemption                       | Ação-aventura           | Rockstar San Diego                  |
| 2011 | The Elder Scrolls V: Skyrim               | RPG de ação             | Bethesda Game Studios               |
| 2012 | Mass Effect 3                             | RPG de ação             | BioWare                             |
| 2013 | The Last of Us                            | Ação-aventura           | Naughty Dog                         |
| 2014 | Dragon Age: Inquisition                   | RPG de ação             | BioWare                             |
| 2015 | The Witcher 3: Wild Hunt                  | RPG de ação             | CD Projekt Red                      |
| 2016 | Overwatch                                 | Tiro em primeira pessoa | Blizzard Entertainment              |
| 2017 | The Legend of Zelda: Breath of the Wild   | Ação-aventura           | Nintendo EPD                        |
| 2018 | God of War                                | Ação-aventura           | Santa Monica Studio                 |
| 2019 | Control                                   | Ação-aventura           | Remedy Entertainment                |
| 2020 | The Last of Us Part II                    | Ação-aventura           | Naughty Dog                         |
| 2021 | Halo Infinite                             | Tiro em primeira pessoa | 343 Industries                      |

### Game Revolution
O vencedor do prêmio de Melhor Jogo do Ano da Game Revolution é geralmente escolhido pela comunidade, mas em 2013 e 2018 os editores escolheram o Jogo do Ano.
| Ano  | Jogo                                 | Gênero                    | Desenvolvedora(s)      |
| ---- | ------------------------------------ | ------------------------- | ---------------------- |
| 2011 | Dark Souls                           | RPG de ação               | FromSoftware           |
| 2013 | The Last of Us                       | Ação-aventura             | Naughty Dog            |
| 2014 | Dragon Age: Inquisition              | RPG de ação               | BioWare                |
| 2015 | Metal Gear Solid V: The Phantom Pain | Ação-aventura             | Kojima Productions     |
| 2016 | Overwatch                            | Tiro em primeira pessoa   | Blizzard Entertainment |
| 2017 | Persona 5                            | RPG                       | Atlus                  |
| 2018 | God of War                           | Ação-aventura             | Santa Monica Studio    |
| 2019 | Resident Evil 2                      | Ação-aventura             | Capcom                 |
| 2020 | Animal Crossing: New Horizons        | Simulação social          | Nintendo EPD           |
| 2021 | It Takes Two                         | Ação-aventura, plataforma | Hazelight Studios      |

### GamesBeat
A partir de 2011, os editores de jogos da equipe expandida da GamesBeat (da VentureBeat) iniciaram um processo mais rigoroso de seleção do Jogo do Ano a cada ano, combinando a contribuição do leitor e as deliberações do editor.
| Ano  | Jogo                                    | Gênero                   | Desenvolvedora(s)               |
| ---- | --------------------------------------- | ------------------------ | ------------------------------- |
| 2011 | Uncharted 3: Drake's Deception          | Ação-aventura            | Naughty Dog                     |
| 2012 | The Walking Dead                        | Aventura gráfica         | Telltale Games                  |
| 2013 | The Last of Us                          | Ação-aventura            | Naughty Dog                     |
| 2014 | Dragon Age: Inquisition                 | RPG de ação              | BioWare                         |
| 2015 | Super Mario Maker                       | Plataforma               | Nintendo EAD                    |
| 2016 | Overwatch                               | Tiro em primeira pessoa  | Blizzard Entertainment          |
| 2017 | The Legend of Zelda: Breath of the Wild | Ação-aventura            | Nintendo EPD                    |
| 2018 | Celeste                                 | Plataforma               | Matt Makes Games                |
| 2019 | Fire Emblem: Three Houses               | RPG de estratégia        | Intelligent Systems, Koei Tecmo |
| 2020 | Ori and the Will of the Wisps           | Plataforma, metroidvania | Moon Studios                    |
| 2021 | Halo Infinite                           | Tiro em primeira pessoa  | 343 Industries                  |

### GameSpot
Os vencedores do prêmio de Jogo do Ano da GameSpot são escolhidos pelos seus próprios editores.
| Ano  | Jogo                                          | Gênero                   | Desenvolvedora(s)         |
| ---- | --------------------------------------------- | ------------------------ | ------------------------- |
| 1996 | Diablo                                        | RPG de ação              | Blizzard North            |
| 1997 | Total Annihilation                            | Estratégia em tempo real | Cavedog Entertainment     |
| 1998 | Console: The Legend of Zelda: Ocarina of Time | Ação-aventura            | Nintendo EAD              |
| 1998 | PC: Grim Fandango                             | Aventura gráfica         | LucasArts                 |
| 1999 | Console: Soulcalibur                          | Luta                     | Namco                     |
| 1999 | PC: EverQuest                                 | MMORPG                   | Sony Online Entertainment |
| 2000 | Console: Chrono Cross                         | RPG                      | Square                    |
| 2000 | PC: The Sims                                  | Simulador de vida        | Maxis                     |
| 2001 | Console: Grand Theft Auto III                 | Ação-aventura            | DMA Design                |
| 2001 | PC: Serious Sam: The First Encounter          | Tiro em primeira pessoa  | Croteam                   |
| 2002 | Metroid Prime                                 | Ação-aventura            | Retro Studios             |
| 2003 | The Legend of Zelda: The Wind Waker           | Ação-aventura            | Nintendo EAD              |
| 2004 | World of Warcraft                             | MMORPG                   | Blizzard Entertainment    |
| 2005 | Resident Evil 4                               | Survival horror          | Capcom                    |
| 2006 | Gears of War                                  | Tiro em terceira pessoa  | Epic Games                |
| 2007 | Super Mario Galaxy                            | Plataforma               | Nintendo EAD Tokyo        |
| 2008 | Metal Gear Solid 4: Guns of the Patriots      | Ação-aventura            | Kojima Productions        |
| 2009 | Demon's Souls                                 | RPG de ação              | FromSoftware              |
| 2010 | Red Dead Redemption                           | Ação-aventura            | Rockstar San Diego        |
| 2011 | The Elder Scrolls V: Skyrim                   | RPG de ação              | Bethesda Game Studios     |
| 2012 | Journey                                       | Aventura                 | Thatgamecompany           |
| 2013 | The Legend of Zelda: A Link Between Worlds    | Ação-aventura            | Nintendo EAD              |
| 2014 | Middle-earth: Shadow of Mordor                | Ação-aventura            | Monolith Productions      |
| 2015 | The Witcher 3: Wild Hunt                      | RPG de ação              | CD Projekt Red            |
| 2016 | Overwatch                                     | Tiro em primeira pessoa  | Blizzard Entertainment    |
| 2017 | The Legend of Zelda: Breath of the Wild       | Ação-aventura            | Nintendo EPD              |
| 2018 | Red Dead Redemption 2                         | Ação-aventura            | Rockstar Studios          |
| 2019 | Sekiro: Shadows Die Twice                     | Ação-aventura            | FromSoftware              |
| 2020 | Half-Life: Alyx                               | Tiro em primeira pessoa  | Valve                     |
| 2021 | Deathloop                                     | Tiro em primeira pessoa  | Arkane Studios            |

### GamesRadar+
A GamesRadar é detentora do Platinum Chalice Awards todo ano, como parte disso, os vencedores do Jogo do Ano escolhidos pelos editores são:
| Ano  | Jogo                                    | Gênero                     | Desenvolvedora(s)     |
| ---- | --------------------------------------- | -------------------------- | --------------------- |
| 2006 | The Legend of Zelda: Twilight Princess  | Ação-aventura              | Nintendo EAD          |
| 2007 | The Orange Box                          | Tiro em primeira pessoa    | Valve Corporation     |
| 2008 | Fallout 3                               | RPG de ação                | Bethesda Game Studios |
| 2009 | Batman: Arkham Asylum                   | Ação-aventura              | Rocksteady Studios    |
| 2010 | Red Dead Redemption                     | Ação-aventura              | Rockstar San Diego    |
| 2011 | Portal 2                                | Quebra-cabeça e plataforma | Valve Corporation     |
| 2012 | The Walking Dead                        | Aventura                   | Telltale Games        |
| 2013 | The Last of Us                          | Ação-aventura              | Naughty Dog           |
| 2014 | Destiny                                 | RPG de ação                | Bungie                |
| 2015 | Metal Gear Solid V: The Phantom Pain    | Ação-aventura              | Kojima Productions    |
| 2016 | Titanfall 2                             | Tiro em primeira pessoa    | Respawn Entertainment |
| 2017 | The Legend of Zelda: Breath of the Wild | Ação-aventura              | Nintendo EPD          |
| 2018 | God of War                              | Ação-aventura              | Santa Monica Studio   |
| 2019 | Control                                 | Ação-aventura              | Remedy Entertainment  |
| 2020 | Hades                                   | Roguelike, RPG de ação     | Supergiant Games      |
| 2021 | Deathloop                               | Tiro em primeira pessoa    | Arkane Studios        |

### Giant Bomb
Os vencedores do prêmio de Jogo do Ano da Giant Bomb são escolhidos pelos seus próprios editores.
| Ano  | Jogo                           | Gênero                | Desenvolvedoras(s)        |
| ---- | ------------------------------ | --------------------- | ------------------------- |
| 2008 | Grand Theft Auto IV            | Ação-aventura         | Rockstar North            |
| 2009 | Uncharted 2: Among Thieves     | Ação-aventura         | Naughty Dog               |
| 2010 | Mass Effect 2                  | RPG de ação           | BioWare                   |
| 2011 | The Elder Scrolls V: Skyrim    | RPG de ação           | Bethesda Game Studios     |
| 2012 | XCOM: Enemy Unknown            | Estratégia por turnos | Firaxis Games             |
| 2013 | The Last of Us                 | Ação-aventura         | Naughty Dog               |
| 2014 | Middle-earth: Shadow of Mordor | Ação-aventura         | Monolith Productions      |
| 2015 | Super Mario Maker              | Plataforma            | Nintendo EAD              |
| 2016 | Hitman                         | Stealth               | IO Interactive            |
| 2017 | PlayerUnknown's Battlegrounds  | Battle Royale         | PUBG Corporation          |
| 2018 | Tetris Effect                  | Quebra-cabeça         | Monstars Inc. and Resonai |
| 2019 | Outer Wilds                    | Ação-aventura         | Mobius Digital            |
| 2020 | Hades                          | RPG de ação           | Supergiant Games          |
| 2021 | Chicory: A Colorful Tale       | Aventura              | Greg Lobanov              |

### Global Game Awards (game-debate.com)
Os vencedores do Global Game Awards da Game-Debate são baseados em votos dos jogadores e anunciados em meados de novembro.
| Ano  | Jogo                           | Gênero                  | Desenvolvedora(s)    |
| ---- | ------------------------------ | ----------------------- | -------------------- |
| 2013 | Grand Theft Auto V             | Ação-aventura           | Rockstar North       |
| 2014 | Middle-earth: Shadow of Mordor | Ação-aventura           | Monolith Productions |
| 2015 | The Witcher 3: Wild Hunt       | RPG de ação             | CD Projekt Red       |
| 2016 | Battlefield 1                  | Tiro em primeira pessoa | EA DICE              |
| 2017 | Nier: Automata                 | RPG de ação             | PlatinumGames        |
| 2018 | Red Dead Redemption 2          | Ação-aventura           | Rockstar Studios     |
| 2019 | Death Stranding                | Ação                    | Kojima Productions   |
| 2020 | Assassin's Creed Valhalla      | RPG de ação             | Ubisoft Montreal     |

### Hardcore Gamer
Os vencedores do prêmio de Jogo do Ano da Hardcore Gamer são escolhidos pelos seus próprios editores.
| Ano  | Jogo                        | Gênero                              | Desenvolvedora(s)        |
| ---- | --------------------------- | ----------------------------------- | ------------------------ |
| 2012 | Far Cry 3                   | Tiro em primeira pessoa             | Ubisoft                  |
| 2013 | The Last of Us              | Ação-aventura                       | Naughty Dog              |
| 2014 | Dragon Age: Inquisition     | RPG de ação                         | BioWare                  |
| 2015 | Tales from the Borderlands  | Aventura gráfica                    | Telltale Games           |
| 2016 | Owlboy                      | Plataforma                          | D-Pad Studio             |
| 2017 | Nier: Automata              | RPG de ação                         | PlatinumGames            |
| 2018 | God of War                  | Ação-aventura                       | Santa Monica Studio      |
| 2019 | Resident Evil 2             | Ação-aventura                       | Capcom                   |
| 2020 | Ghost of Tsushima           | Ação-aventura                       | Sucker Punch Productions |
| 2021 | Ratchet & Clank: Rift Apart | Plataforma, tiro em terceira pessoa | Insomniac Games          |

### IGN
Os vencedores do prêmio de Jogo do Ano da IGN são escolhidos por todos os editores do site e, geralmente, são anunciados em meados de dezembro e janeiro.
| Ano  | Jogo                                    | Gênero                     | Desenvolvedora(s)      |
| ---- | --------------------------------------- | -------------------------- | ---------------------- |
| 2001 | Halo: Combat Evolved                    | Tiro em primeira pessoa    | Bungie                 |
| 2002 | Battlefield 1942                        | Tiro em primeira pessoa    | EA DICE                |
| 2003 | Star Wars: Knights of the Old Republic  | RPG                        | BioWare                |
| 2004 | Half-Life 2                             | Tiro em primeira pessoa    | Valve Corporation      |
| 2005 | God of War                              | Ação-aventura              | Santa Monica Studio    |
| 2006 | Ōkami                                   | Ação-aventura              | Clover Studio          |
| 2007 | Super Mario Galaxy                      | Plataforma                 | Nintendo EAD Tokyo     |
| 2008 | Fallout 3                               | RPG de ação                | Bethesda Game Studios  |
| 2009 | Uncharted 2: Among Thieves              | Ação-aventura              | Naughty Dog            |
| 2010 | Mass Effect 2                           | RPG de ação                | BioWare                |
| 2011 | Portal 2                                | Quebra-cabeça e plataforma | Valve Corporation      |
| 2012 | Journey                                 | Aventura                   | Thatgamecompany        |
| 2013 | The Last of Us                          | Ação-aventura              | Naughty Dog            |
| 2014 | Dragon Age: Inquisition                 | RPG de ação                | BioWare                |
| 2015 | The Witcher 3: Wild Hunt                | RPG de ação                | CD Projekt Red         |
| 2016 | Overwatch                               | Tiro em primeira pessoa    | Blizzard Entertainment |
| 2017 | The Legend of Zelda: Breath of the Wild | Ação-aventura              | Nintendo EPD           |
| 2018 | God of War                              | Ação-aventura              | Santa Monica Studio    |
| 2019 | Control                                 | Ação-aventura              | Remedy Entertainment   |
| 2020 | Hades                                   | Roguelike, RPG de ação     | Supergiant Games       |
| 2021 | Forza Horizon 5                         | Corrida                    | Playground Games       |

### Polygon
Os vencedores do prêmio de Jogo do Ano da Polygon são escolhidos pelos seus próprios editores.
| Ano  | Jogo                                    | Gênero                  | Desenvolvedora(s)      |
| ---- | --------------------------------------- | ----------------------- | ---------------------- |
| 2012 | The Walking Dead                        | Aventura gráfica        | Telltale Games         |
| 2013 | Gone Home                               | Aventura                | The Fullbright Company |
| 2014 | Dragon Age: Inquisition                 | RPG de ação             | BioWare                |
| 2015 | Her Story                               | Filme interativo        | Sam Barlow             |
| 2016 | Doom                                    | Tiro em primeira pessoa | id Software            |
| 2017 | The Legend of Zelda: Breath of the Wild | Ação-aventura           | Nintendo EPD           |
| 2018 | God of War                              | Ação-aventura           | Santa Monica Studio    |
| 2019 | Outer Wilds                             | Ação-aventura           | Mobius Digital         |
| 2020 | Hades                                   | Roguelike, RPG de ação  | Supergiant Games       |
| 2021 | Inscryption                             | Roguelike               | Daniel Mullins Games   |

### Time
Os vencedores do prêmio de Jogo do Ano da revista Time são escolhidos pelos seus próprios editores.
| Ano  | Jogo                                    | Gênero                  | Desenvolvedora(s)    |
| ---- | --------------------------------------- | ----------------------- | -------------------- |
| 2006 | Wii Sports                              | Esportes                | Nintendo EAD         |
| 2007 | Halo 3                                  | Tiro em primeira pessoa | Bungie               |
| 2008 | Grand Theft Auto IV                     | Ação-aventura           | Rockstar North       |
| 2009 | Call of Duty: Modern Warfare 2          | Tiro em primeira pessoa | Infinity Ward        |
| 2010 | Alan Wake                               | Ação-aventura           | Remedy Entertainment |
| 2011 | Minecraft                               | Sandbox                 | Mojang               |
| 2012 | Guild Wars 2                            | MMORPG                  | ArenaNet             |
| 2013 | Grand Theft Auto V                      | Ação-aventura           | Rockstar North       |
| 2014 | 80 Days                                 | Ficção interativa       | Inkle                |
| 2015 | Prune                                   | Quebra-cabeça           | Joel McDonald        |
| 2016 | The Witness                             | Quebra-cabeça           | Thekla, Inc.         |
| 2017 | The Legend of Zelda: Breath of the Wild | Ação-aventura           | Nintendo EPD         |
| 2018 | God of War                              | Ação-aventura           | Santa Monica Studio  |
| 2020 | Hades                                   | Roguelike, RPG de ação  | Supergiant Games     |
| 2021 | Metroid Dread                           | Ação-aventura           | MercurySteam         |
| 2022 | God of War Ragnarök                     | Ação-aventura           | Santa Monica Studio  |

### USgamer
A partir de 2015, a equipe da USgamer publica os seus 20 melhores jogos de cada ano.
| Ano  | Jogo                                    | Gênero                  | Desenvolvedora(s)      |
| ---- | --------------------------------------- | ----------------------- | ---------------------- |
| 2015 | Super Mario Maker                       | Plataforma              | Nintendo EAD Tokyo     |
| 2016 | Overwatch                               | Tiro em primeira pessoa | Blizzard Entertainment |
| 2017 | The Legend of Zelda: Breath of the Wild | Ação-aventura           | Nintendo EPD           |
| 2018 | Red Dead Redemption 2                   | Ação-aventura           | Rockstar Studios       |
| 2019 | Disco Elysium                           | RPG                     | ZA/UM                  |
| 2020 | Hades                                   | Roguelike, RPG de ação  | Supergiant Games       |